# Eberstadt (Buchen)
Eberstadt ist ein Stadtteil von Buchen (Odenwald) im Neckar-Odenwald-Kreis in Baden-Württemberg.

## Geografische Lage
Eberstadt liegt im Bauland, etwa sechs Kilometer südöstlich der Kernstadt Buchen.

## Geschichte

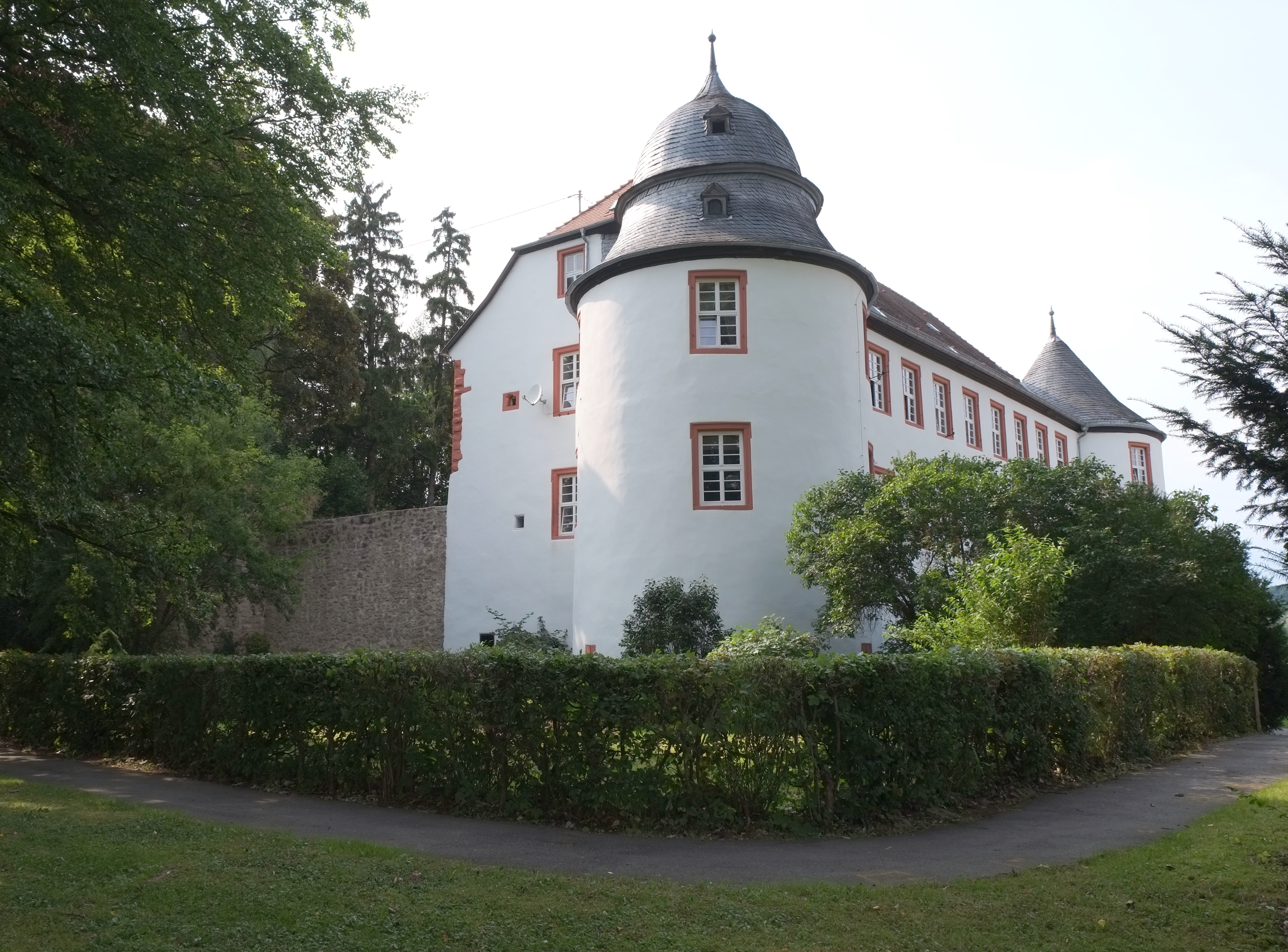
Schloss Eberstadt

Die Umgebung von Eberstadt war schon in frühkeltischer Zeit (8. bis 7. Jh. v. Chr.) besiedelt, wie Ausgrabungen mehrerer Hügelgräber zeigen. Auch befand sich eine römische Siedlung auf dem Gebiet des heutigen Ortes.
Urkundlich wurde Eberstadt erstmals im Jahr 1285 erwähnt. 1323 erwarb Eberhard Rüdt von Collenberg Lehnsgüter in Eberstadt vom Kollegiatstift Mosbach. Eberhard Rüdt III., „der Dicke“, errichtete hier vermutlich um 1390 eine Wasserburg auf einem Eichenpfahlrost. Ab 1408 befand sich das Dorf Eberstadt im Alleinbesitz der Rüdt, 1415 wird die Burg urkundlich erstmals erwähnt. Die im Dreißigjährigen Krieg verfallene Burg wurde um 1700 durch Johann Ernst Rüdt von Collenberg zu einem Barockschloss umgebaut. Durch Olga Rüdt von Collenberg (1875–1955), verheiratete von Stockhausen, kam der Besitz an deren Tochter Juliana von Stockhausen, verheiratete Gräfin von Gatterburg.
In den 1550er Jahren erreichte die Reformation Eberstadt. Die Kirche wurde 1717 erbaut und 1970/71 renoviert. Vom 17. Jahrhundert bis 1936 gab es in Eberstadt eine jüdische Gemeinde, die 1836 mit 122 Mitgliedern ihren Höchststand erreichte und eine eigene Synagoge besaß.
Der Ort lag im Fränkischen Ritterkreis. 1806 kam Eberstadt zum Großherzogtum Baden. Zum 1. Januar 1975 erfolgte die Eingemeindung nach Buchen.

## Kultur und Sehenswürdigkeiten

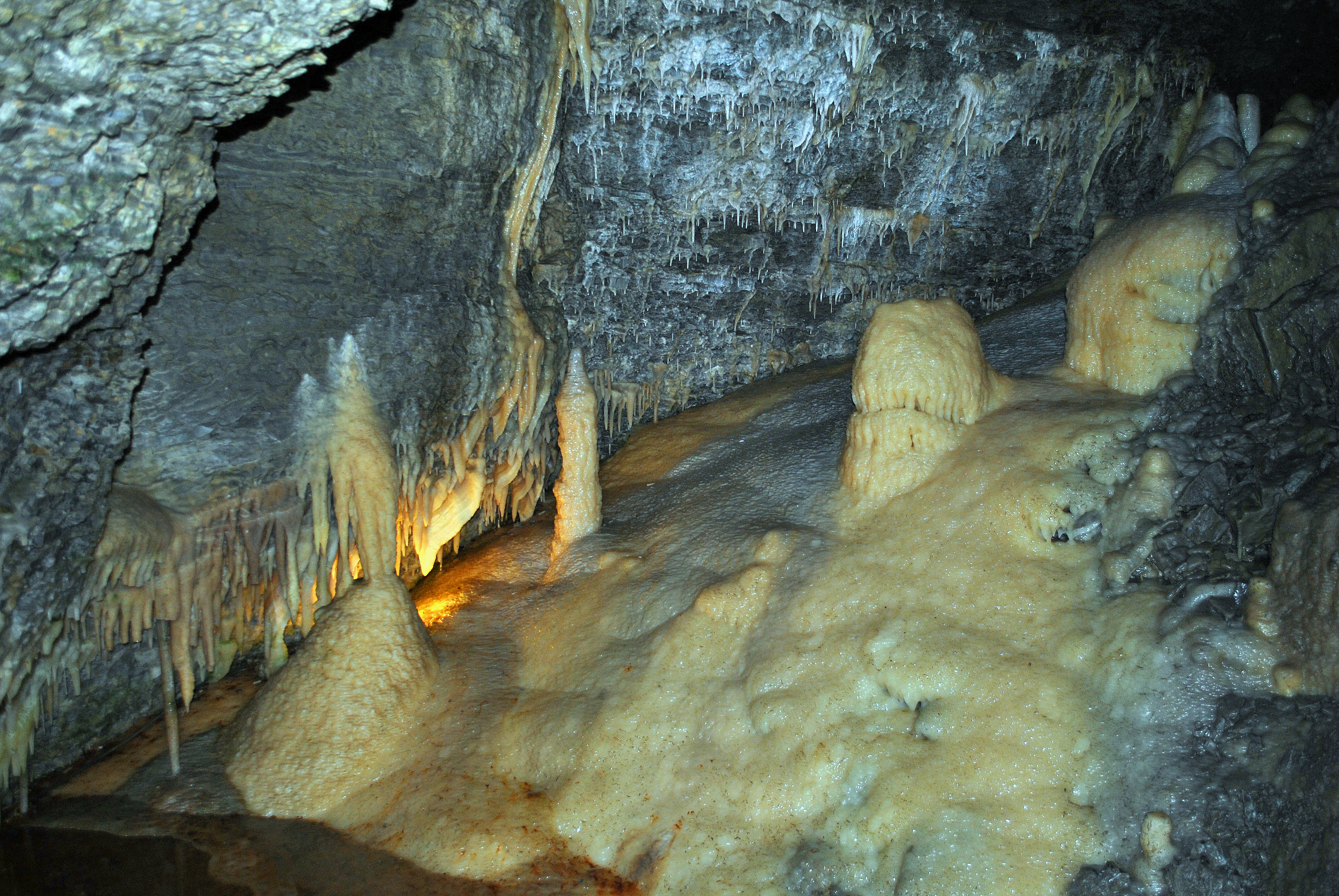
Eberstadter Tropfsteinhöhle

### Eberstadter Tropfsteinhöhle
Im Dezember 1971 wurde bei Sprengarbeiten in einem Muschelkalksteinbruch die Eberstadter Tropfsteinhöhle entdeckt, die bis 1973 für den Publikumsverkehr erschlossen wurde und einen touristischen Anziehungspunkt bildet.